# Hermanitas de los Pobres

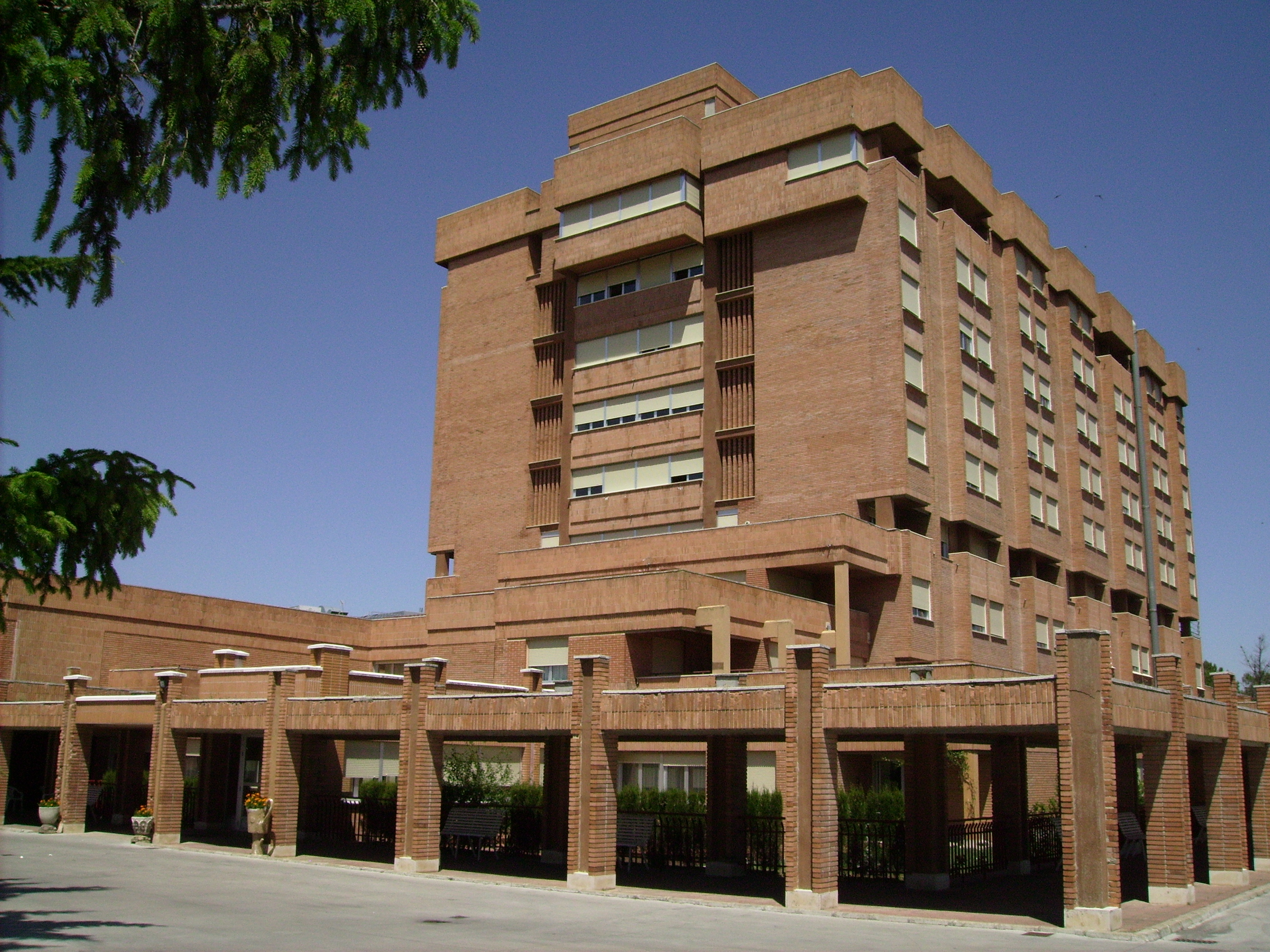
Antigua casa de las Hermanitas de los Pobres en Valladolid

Las Hermanitas de los Pobres (P.S.D.P.) es una congregación religiosa femenina católica fundada en Saint-Servan (Francia) en 1839 por Juana Jugan (canonizada el 11 de octubre de 2009) para el servicio de los ancianos.

## Historia
Desde su fundación la congregación empezó a extenderse rápidamente por diversas ciudades de Francia; en 1851 se instalaron también en Inglaterra y dos años después en Bélgica. A partir de 1855, con la ayuda del Padre Ernest Lelièvre, experimentó una rápida expansión. A la muerte de Juana Jugan, 40 años después de la fundación, las hermanitas eran ya 2400, divididas en más de 170 comunidades establecidas en Francia, Inglaterra, Bélgica, Escocia, España, Irlanda, Estados Unidos, Argelia, Italia y Malta.
En 1882 se fundó en Calcuta (India) la primera casa en el continente asiático, y en 1884 en Melbourne (Australia). En 1885 se funda la primera casa en América, en Valparaíso (Chile), y en 1886 se iniciaron las fundaciones en África. Actualmente la Congregación está presente en 32 países con 202 casas para los ancianos, con 2800 hermanitas.
Las Hermanitas llegaron a España en 1863. Actualmente existen 27 casas para los ancianos repartidas en dos provincias eclesiásticas, la de Madrid, que incluye también las dos casas existentes en Portugal, y la de Barcelona-Sevilla. 
| Provincia de Barcelona-Sevilla | Provincia de Madrid  |
| ------------------------------ | -------------------- |
| Barcelona-Tetuán               | Madrid-San José      |
| Barcelona-Gracia               | Madrid-San Luis      |
| Cartagena                      | Los Molinos (Madrid) |
| Gerona                         | Bilbao               |
| Granada                        | Cáceres              |
| Jaén                           | Pamplona             |
| Málaga                         | Plasencia            |
| Murcia                         | Salamanca            |
| Segovia                        |                      |
| Talavera de la Reina           |                      |
| Reus                           |                      |
| Ronda                          | Lisboa (Portugal)    |
| Sevilla                        | Oporto (Portugal)    |
| Vic                            |                      |